# Jersey címere

Jersey címere

Jersey címere egy vörös színű pajzs, rajta három nyújtózkodó, sárga oroszlánnal. A címert 1279-ben I. Eduárd angol király adományozta a szigetnek, 1981 óta a zászlón is megtalálható. A jelkép erős hasonlóságot mutat Guernsey, Anglia és Normandia címerpajzsaival.